# Mistrzostwa Europy U-19 w Piłce Nożnej 2018 (eliminacje)
Mistrzostwa Europy U-19 w Piłce Nożnej 2018 (eliminacje) – to pierwsza runda eliminacji do piłkarskich Mistrzostw Europy do lat 19, które w 2018 roku odbyły się w Finlandii. 52 zespoły narodowe zostały podzielone na 13 grup po 4 w każdej. Po dwie najlepsze drużyny z każdej grupy zakwalifikuje się do rundy elitarnej eliminacji, gdzie dołączą do reprezentacji Hiszpanii oraz Portugalii, które jako zespoły z najwyższymi współczynnikami otrzymały prawo startu od rundy elitarnej. Losowanie grup odbyło się 13 grudnia 2016 roku w siedzibie UEFA w Nyonie.

## Losowanie
Przed losowaniem UEFA dokonała podziału 52 reprezentacji na 4 koszyki, zgodnie z rankingiem UEFA dla reprezentacji w tej kategorii wiekowej. Do każdej z grup trafiła jedna drużyna z każdego z koszyków. Przed losowaniem UEFA zastrzegła jeszcze, że reprezentacje Ukrainy i Rosji, Armenii i Azerbejdżanu, Kosowa i Serbii oraz Kosowa i Bośni i Hercegowiny nie mogły znaleźć się w tych samych grupach eliminacyjnych.
| Koszyk A | Koszyk B | Koszyk C | Koszyk D |
| --- | --- | --- | --- |
| - Austria U-19 - Niemcy U-19 - Anglia U-19 - Francja U-19 - Ukraina U-19 - Rosja U-19 - Serbia U-19 - Holandia U-19 - Włochy U-19 - Belgia U-19 - Czechy U-19 - Chorwacja U-19 - Turcja U-19 | - Izrael U-19 - Czarnogóra U-19 - Gruzja U-19 - Dania U-19 - Szwecja U-19 - Słowacja U-19 - Szwajcaria U-19 - Szkocja U-19 - Grecja U-19 - Irlandia U-19 - Polska U-19 - Słowenia U-19 - Bułgaria U-19 | - Norwegia U-19 - Walia U-19 - Litwa U-19 - Bośnia i Hercegowina U-19 - Rumunia U-19 - Węgry U-19 - Macedonia Północna U-19 - Luksemburg U-19 - Estonia U-19 - Łotwa U-19 - Islandia U-19 - Irlandia Północna U-19 - Azerbejdżan U-19 | - Cypr U-19 - Armenia U-19 - Białoruś U-19 - Albania U-19 - Malta U-19 - Mołdawia U-19 - Andora U-19 - Liechtenstein U-19 - Wyspy Owcze U-19 - Gibraltar U-19 - Kazachstan U-19 - San Marino U-19 - Kosowo U-19 |

## Grupy eliminacyjne

### Grupa 1
| Drużyna            | Pkt | M | Z | R | P | Br+ | Br- | +/- |
| ------------------ | --- | - | - | - | - | --- | --- | --- |
| Dania U-19 (A)     | 9   | 3 | 3 | 0 | 0 | 11  | 3   | +8  |
| Łotwa U-19 (A)     | 4   | 3 | 1 | 1 | 1 | 5   | 2   | +3  |
| Chorwacja U-19 (G) | 4   | 3 | 1 | 1 | 1 | 5   | 5   | 0   |
| San Marino U-19    | 0   | 3 | 0 | 0 | 3 | 0   | 11  | −11 |

Objaśnienia: A - drużyna awansowała do kolejnej rundy, G - drużyna była gospodarzem turnieju.
| 8 listopada 2017 12:00 CET | Chorwacja U-19 · Kulenović 13', 20' · Nejašmić 38' | 3–0 | San Marino U-19 | Stadion Valbruna, Rovinj Sędzia: Zawen Howhannisjan |
|                            |                                                    |     |                 |                                                     |

| 8 listopada 2017 14:00 CET | Łotwa U-19 · Grīnbergs 3' | 1–2 | Dania U-19 · Poulsen 25' · Odgaard 29' | Stadion Kunfin, Rovinj Sędzia: Jeorjos Kominis |
|                            |                           |     |                                        |                                                |

| 11 listopada 2017 12:00 CET | Dania U-19 · Wind 2' · Frisoni 18' (sam.) · Mølgaard Jørgensen 51' · Odgaard 71' | 4–0 | San Marino U-19 | Stadion Kunfin, Rovinj Sędzia: Zawen Howhannisjan |
|                             |                                                                                  |     |                 |                                                   |

| 11 listopada 2017 14:00 CET | Chorwacja U-19 | 0–0 | Łotwa U-19 | Stadion Valbruna, Rovinj Sędzia: Donald Robertson |
|                             |                |     |            |                                                   |

| 14 listopada 2017 14:00 CET | Dania U-19 · Poulsen 10', 47' · Wind 73' (k.), 90' · Roerslev 79' | 5–2 | Chorwacja U-19 · Javorčić 61' · Špikić 63' | Stadion Kunfin, Rovinj Sędzia: Jeorjos Kominis |
|                             |                                                                   |     |                                            |                                                |

| 14 listopada 2017 14:00 CET | San Marino U-19 | 0–4 | Łotwa U-19 · Tobers 45+1' · Samoilovs 55' · Regža 62' · Puriņš 73' | Stadion Valbruna, Rovinj Sędzia: Donald Robertson |
|                             |                 |     |                                                                    |                                                   |

Źródło:

### Grupa 2
| Drużyna                | Pkt | M | Z | R | P | Br+ | Br- | +/- |
| ---------------------- | --- | - | - | - | - | --- | --- | --- |
| Niemcy U-19 (A)        | 9   | 3 | 3 | 0 | 0 | 14  | 2   | +12 |
| Polska U-19 (A) (G)    | 6   | 3 | 2 | 0 | 1 | 5   | 3   | +2  |
| Irlandia Północna U-19 | 1   | 3 | 0 | 1 | 2 | 2   | 9   | -7  |
| Białoruś U-19          | 1   | 3 | 0 | 1 | 2 | 1   | 8   | -7  |

Objaśnienia: A - drużyna awansowała do kolejnej rundy, G - drużyna była gospodarzem turnieju.
| 4 października 2017 12:00 CET | Niemcy U-19 · Havertz 17', 57', 64' (k.), 90+1' (k.) · Maier 86' | 5–1 | Białoruś U-19 · Chlebasołau 59' | Stadion im. Ernesta Pohla, Zabrze Sędzia: Enea Jorgji |
|                               |                                                                  |     |                                 |                                                       |

| 4 października 2017 16:00 CET | Irlandia Północna U-19 · Amos 63' | 1–2 | Polska U-19 · Łyszczarz 74' · Stasiak 84' | Stadion Miejski, Gliwice Widzów: 2 000 Sędzia: Ville Nevalainen |
|                               |                                   |     |                                           |                                                                 |

| 7 października 2017 12:00 CET | Niemcy U-19 · Akkaynak 15' · Schreck 61' · Beste 67' · Havertz 81' (k.) · Wintzheimer 88', 90+1' · Otto 90+2' | 7–1 | Irlandia Północna U-19 · Toal 22' | Stadion Miejski, Gliwice Sędzia: Dumitru Muntean |
|                               | |     |                                   |                                                  |

| 7 października 2017 16:00 CET | Polska U-19 · Drawz 23' · Malkiewicz 39' (sam.) · Łyszczarz 48' | 3–0 | Białoruś U-19 | Stadion Śląski, Chorzów Widzów: 29 316 Sędzia: Enea Jorgji |
|                               |                                                                 |     |               |                                                            |

| 10 października 2017 18:00 CET | Polska U-19 | 0–2 | Niemcy U-19 · Beste 68' · Maier 81' | Stadion im. Ernesta Pohla, Zabrze Widzów: 13 365 Sędzia: Ville Nevalainen |
|                                |             |     |                                     |                                                                           |

| 10 października 2017 18:00 CET | Białoruś U-19 | 0–0 | Irlandia Północna U-19 | Stadion Śląski, Chorzów Sędzia: Dumitru Muntean |
|                                |               |     |                        |                                                 |

Źródło:

### Grupa 3
| Drużyna             | Pkt | M | Z | R | P | Br+ | Br- | +/- |
| ------------------- | --- | - | - | - | - | --- | --- | --- |
| Czechy U-19 (A)     | 9   | 3 | 3 | 0 | 0 | 11  | 0   | +11 |
| Szkocja U-19 (A)    | 4   | 3 | 1 | 1 | 1 | 6   | 5   | +1  |
| Armenia U-19        | 2   | 3 | 0 | 2 | 1 | 5   | 10  | -5  |
| Luksemburg U-19 (G) | 1   | 3 | 0 | 1 | 2 | 3   | 10  | −7  |

Objaśnienia: A - drużyna awansowała do kolejnej rundy, G - drużyna była gospodarzem turnieju.
| 8 listopada 2017 17:00 CET | Czechy U-19 · Graiciar 16' (k.) · Růsek 39', 70' · Chaczumjan 54' (sam.) · Žitný 83' | 5–0 | Armenia U-19 | Terrain Poetz, Wiltz Sędzia: Irfan Peljto |
|                            |                                                                                      |     |              |                                           |

| 8 listopada 2017 19:00 CET | Luksemburg U-19 · Schaus 47' | 1–3 | Szkocja U-19 · Duffy 73' · Hornby 86' · Aitchison 90+6' | Stade Alphonse Theis, Hesperange Sędzia: Mario Zebec |
|                            |                              |     |                                                         |                                                      |

| 11 listopada 2017 17:00 CET | Szkocja U-19 · Johnston 47', 69' (k.) · Aitchison 64' (k.) | 3–3 | Armenia U-19 · Biczachczjan 11', 55' · Melkonjan 78' | Stade Alphonse Theis, Hesperange Sędzia: Mario Zebec |
|                             |                                                            |     |                                                      |                                                      |

| 11 listopada 2017 19:00 CET | Czechy U-19 · Sedláček 24', 28', 84' (k.) · Sadílek 41' (k.) · Růsek 45' | 5–0 | Luksemburg U-19 | Stade Émile Mayrisch, Esch-sur-Alzette Sędzia: Boris Marhefka |
|                             |                                                                          |     |                 |                                                               |

| 14 listopada 2017 19:00 CET | Szkocja U-19 | 0–1 | Czechy U-19 · Krejčí 87' | Stade Émile Mayrisch, Esch-sur-Alzette Sędzia: Irfan Peljto |
|                             |              |     |                          |                                                             |

| 14 listopada 2017 19:00 CET | Armenia U-19 · Harutjunjan 7' · Biczachczjan 64' | 2–2 | Luksemburg U-19 · Thill 53' · D'Anzico 73' | Terrain Poetz, Wiltz Sędzia: Boris Marhefka |
|                             |                                                  |     |                                            |                                             |

Źródło:

### Grupa 4
| Drużyna               | Pkt | M | Z | R | P | Br+ | Br- | +/- |
| --------------------- | --- | - | - | - | - | --- | --- | --- |
| Holandia U-19 (A) (G) | 7   | 3 | 2 | 1 | 0 | 7   | 2   | +5  |
| Węgry U-19 (A)        | 6   | 3 | 2 | 0 | 1 | 7   | 4   | +3  |
| Słowenia U-19         | 4   | 3 | 1 | 1 | 1 | 8   | 4   | +4  |
| Malta U-19            | 0   | 3 | 0 | 0 | 3 | 1   | 13  | −12 |

Objaśnienia: A - drużyna awansowała do kolejnej rundy, G - drużyna była gospodarzem turnieju.
| 4 października 2017 16:00 CET | Holandia U-19 · Kadioglu 24', 25' · Piroe 87' (k.) | 3–0 | Malta U-19 | Juliana Sportpark, 's-Gravenzande Sędzia: Jørgen Burchardt |
|                               |                                                    |     |            |                                                            |

| 4 października 2017 19:00 CET | Węgry U-19 · Szabo 58' · Lustyik 90' | 2–1 | Słowenia U-19 · Celar 84' (k.) | Sportpark Ter Specke, Lisse Sędzia: Sergiej Iwanow |
|                               |                                      |     |                                |                                                    |

| 7 października 2017 13:00 CET | Słowenia U-19 · Celar 14' · Horvat 16', 27' · Čerin 21' · Drkušič 32' | 5–0 | Malta U-19 | Juliana Sportpark, 's-Gravenzande Sędzia: Jørgen Burchardt |
|                               |                                                                       |     |            |                                                            |

| 7 października 2017 16:00 CET | Holandia U-19 · Piroe 25' · Malen 82' | 2–0 | Węgry U-19 | Sportpark Ter Specke, Lisse Sędzia: Alper Ulusoy |
|                               |                                       |     |            |                                                  |

| 10 października 2017 18:00 CET | Słowenia U-19 · Zec 21' · Celar 87' (k.) | 2–2 | Holandia U-19 · Kadioglu 81' · Malen 90+5' | Juliana Sportpark, 's-Gravenzande Sędzia: Sergiej Iwanow |
|                                |                                          |     |                                            |                                                          |

| 10 października 2017 18:00 CET | Malta U-19 · Borg 34' | 1–5 | Węgry U-19 · Kundrák 16' · Bévárdi 54' (k.), 62' (k.) · Torvund 66', 82' | Sportpark Ter Specke, Lisse Sędzia: Alper Ulusoy |
|                                |                       |     |                                                                          |                                                  |

Źródło:

### Grupa 5
| Drużyna                         | Pkt | M | Z | R | P | Br+ | Br- | +/- |
| ------------------------------- | --- | - | - | - | - | --- | --- | --- |
| Macedonia Północna U-19 (A) (G) | 9   | 3 | 3 | 0 | 0 | 10  | 2   | +8  |
| Belgia U-19 (A)                 | 6   | 3 | 2 | 0 | 1 | 9   | 5   | +4  |
| Szwajcaria U-19                 | 3   | 3 | 1 | 0 | 2 | 9   | 8   | +1  |
| Liechtenstein U-19              | 0   | 3 | 0 | 0 | 3 | 1   | 14  | −13 |

Objaśnienia: A - drużyna awansowała do kolejnej rundy, G - drużyna była gospodarzem turnieju.
| 8 listopada 2017 13:00 CET | Belgia U-19 · Ndayishimiye 4' · Boonen 44' · Corryn 49' | 3–0 | Liechtenstein U-19 | Stadion im. Borisa Trajkowskiego, Skopje Sędzia: Giorgi Kruaszwili |
|                            |                                                         |     |                    |                                                                    |

| 8 listopada 2017 13:00 CET | Macedonia Północna U-19 · Trajanowski 56' · Atanasow 61' (k.) | 2–1 | Szwajcaria U-19 · Ugrinic 33' | Centrum Treningowe im. Petara Miłoszewskiego, Skopje Sędzia: Roi Reinshreiber |
|                            |                                                               |     |                               |                                                                               |

| 11 listopada 2017 13:00 CET | Belgia U-19 · Foulon 10' | 1–2 | Macedonia Północna U-19 · Ełmas 24' · Atanasow 87' (k.) | Centrum Treningowe im. Petara Miłoszewskiego, Skopje Sędzia: Aleksandrs Anufrijevs |
|                             |                          |     |                                                         |                                                                                    |

| 11 listopada 2017 13:00 CET | Szwajcaria U-19 · Asllani 63' · Müller 71' · Zeqiri 76' · Burkart 78' · Bajrami 82' (k.) | 5–1 | Liechtenstein U-19 · Frick 56' (k.) | Stadion im. Borisa Trajkowskiego, Skopje Sędzia: Giorgi Kruaszwili |
|                             |                                                                                          |     |                                     |                                                                    |

| 14 listopada 2017 13:00 CET | Szwajcaria U-19 · Zeqiri 37' · Bajrami 72' (k.), 78' | 3–5 | Belgia U-19 · Ndayishimiye 11', 59' · Delcroix 12' · Verlinden 39' · Amuzu 52' | Stadion im. Borisa Trajkowskiego, Skopje Sędzia: Roi Reinshreiber |
|                             |                                                      |     |                                                                                |                                                                   |

| 14 listopada 2017 13:00 CET | Liechtenstein U-19 | 0–6 | Macedonia Północna U-19 · Czurlinow 3' · Kołewski 7' · Mitrowski 25', 54', 73' · Miowski 62' | Centrum Treningowe im. Petara Miłoszewskiego, Skopje Sędzia: Aleksandrs Anufrijevs |
|                             |                    |     |                                                                                              |                                                                                    |

Źródło:

### Grupa 6
| Drużyna              | Pkt | M | Z | R | P | Br+ | Br- | +/- |
| -------------------- | --- | - | - | - | - | --- | --- | --- |
| Austria U-19 (A) (G) | 9   | 3 | 3 | 0 | 0 | 5   | 0   | +5  |
| Kosowo U-19 (A)      | 6   | 3 | 2 | 0 | 1 | 5   | 2   | +3  |
| Izrael U-19          | 3   | 3 | 1 | 0 | 2 | 2   | 4   | -2  |
| Litwa U-19           | 0   | 3 | 0 | 0 | 3 | 0   | 6   | −6  |

Objaśnienia: A - drużyna awansowała do kolejnej rundy, G - drużyna była gospodarzem turnieju.
| 3 października 2017 14:00 CET | Austria U-19 · Lema 56' | 1–0 | Kosowo U-19 | Waldstadion Mittersill, Mittersill Sędzia: Ołeksandr Derdo |
|                               |                         |     |             |                                                            |

| 3 października 2017 17:00 CET | Litwa U-19 | 0–1 | Izrael U-19 · Shua 3' | Sportplatz Bürgerau, Saalfelden Sędzia: Petr Ardeleanu |
|                               |            |     |                       |                                                        |

| 6 października 2017 13:30 CET | Austria U-19 · Baumgartner 2' (k.) · Arase 35' | 2–0 | Litwa U-19 | Steinbergstadion, Leogang Sędzia: Horațiu Feșnic |
|                               |                                                |     |            |                                                  |

| 6 października 2017 16:30 CET | Izrael U-19 · Almog 32' | 1–2 | Kosowo U-19 · Kryeziu 41', 44' | Waldstadion Mittersill, Mittersill Sędzia: Ołeksandr Derdo |
|                               |                         |     |                                |                                                            |

| 9 października 2017 14:00 CET | Izrael U-19 | 0–2 | Austria U-19 · Arase 73' · Meister 85' | Steinbergstadion, Leogang Sędzia: Petr Ardeleanu |
|                               |             |     |                                        |                                                  |

| 9 października 2017 14:00 CET | Kosowo U-19 · Kryeziu 27', 48' (k.) · Limani 50' | 3–0 | Litwa U-19 | Sportplatz Bürgerau, Saalfelden Sędzia: Horațiu Feșnic |
|                               |                                                  |     |            |                                                        |

Źródło:

### Grupa 7
| Drużyna               | Pkt | M | Z | R | P | Br+ | Br- | +/- |
| --------------------- | --- | - | - | - | - | --- | --- | --- |
| Irlandia U-19 (A) (G) | 7   | 3 | 2 | 1 | 0 | 7   | 1   | +6  |
| Serbia U-19 (A)       | 6   | 3 | 2 | 0 | 1 | 6   | 3   | +3  |
| Cypr U-19             | 3   | 3 | 1 | 0 | 2 | 2   | 7   | -5  |
| Azerbejdżan U-19      | 1   | 3 | 0 | 1 | 2 | 2   | 6   | −4  |

Objaśnienia: A - drużyna awansowała do kolejnej rundy, G - drużyna była gospodarzem turnieju.
| 4 października 2017 16:00 CET | Irlandia U-19 | 0–0 | Azerbejdżan U-19 | Waterford Regional Sports Centre, Waterford Sędzia: Alain Durieux |
|                               |               |     |                  |                                                                   |

| 4 października 2017 16:00 CET | Serbia U-19 · S. Jovanović 16' | 1–0 | Cypr U-19 | Ferrycarrig Park, Crossabeg Sędzia: Nikoła Popow |
|                               |                                |     |           |                                                  |

| 7 października 2017 16:00 CET | Serbia U-19 · S. Jovanović 36' · Đ. Jovanović 52' · Terzić 73' · Maksimović 83' | 4–1 | Azerbejdżan U-19 · Həziyev 90' (k.) | Ferrycarrig Park, Crossabeg Sędzia: Ferenc Karakó |
|                               |                                                                                 |     |                                     |                                                   |

| 7 października 2017 20:00 CET | Irlandia U-19 · Afolabi 12', 67' · Molumby 15', 24' (k.), 31' | 5–0 | Cypr U-19 | Waterford Regional Sports Centre, Waterford Sędzia: Alain Durieux |
|                               |                                                               |     |           |                                                                   |

| 10 października 2017 14:00 CET | Irlandia U-19 · O'Connor 59' · Farrugia 70' | 2–1 | Serbia U-19 · Ilić 29' | Waterford Regional Sports Centre, Waterford Sędzia: Nikoła Popow |
|                                |                                             |     |                        |                                                                  |

| 10 października 2017 14:00 CET | Cypr U-19 · Luka 61' (k.) · Roles 70' (k.) | 2–1 | Azerbejdżan U-19 · Həziyev 90+2' | Ferrycarrig Park, Crossabeg Sędzia: Ferenc Karakó |
|                                |                                            |     |                                  |                                                   |

Źródło:

### Grupa 8
| Drużyna               | Pkt | M | Z | R | P | Br+ | Br- | +/- |
| --------------------- | --- | - | - | - | - | --- | --- | --- |
| Anglia U-19 (A)       | 9   | 3 | 3 | 0 | 0 | 9   | 1   | +8  |
| Bułgaria U-19 (A) (G) | 6   | 3 | 2 | 0 | 1 | 4   | 2   | +2  |
| Islandia U-19         | 3   | 3 | 1 | 0 | 2 | 4   | 5   | -1  |
| Wyspy Owcze U-19      | 0   | 3 | 0 | 0 | 3 | 1   | 10  | −9  |

Objaśnienia: A - drużyna awansowała do kolejnej rundy, G - drużyna była gospodarzem turnieju.
| 8 listopada 2017 13:30 CET | Islandia U-19 · Finnsson 88' (k.) | 1–2 | Bułgaria U-19 · T. Iwanow 78' · S. Iwanow 83' | Stadion Hadżiego Dimityra, Sliwen Sędzia: Markus Hameter |
|                            |                                   |     |                                               |                                                          |

| 8 listopada 2017 17:30 CET | Anglia U-19 · Nketiah 23', 58', 77' (k.), 90' · Embleton 62' · Brereton 85' | 6–0 | Wyspy Owcze U-19 | Trace Arena, Stara Zagora Sędzia: Paul Mclaughlin |
|                            |                                                                             |     |                  |                                                   |

| 11 listopada 2017 13:30 CET | Bułgaria U-19 · Christow 46' · Krystew 59' | 2–0 | Wyspy Owcze U-19 | Stadion Hadżiego Dimityra, Sliwen Sędzia: Paul Mclaughlin |
|                             |                                            |     |                  |                                                           |

| 11 listopada 2017 17:30 CET | Anglia U-19 · Mount 70' · Nketiah 83' | 2–1 | Islandia U-19 · Hafsteinsson 82' | Trace Arena, Stara Zagora Sędzia: Peter Kralović |
|                             |                                       |     |                                  |                                                  |

| 14 listopada 2017 13:30 CET | Bułgaria U-19 | 0–1 | Anglia U-19 · Sancho 11' | Trace Arena, Stara Zagora Sędzia: Peter Kralović |
|                             |               |     |                          |                                                  |

| 14 listopada 2017 13:30 CET | Wyspy Owcze U-19 · Giessing 79' (k.) | 1–2 | Islandia U-19 · Kristinsson 53' · Ljubicic 69' | Stadion Hadżiego Dimityra, Sliwen Sędzia: Markus Hameter |
|                             |                                      |     |                                                |                                                          |

Źródło:

### Grupa 9
| Drużyna              | Pkt | M | Z | R | P | Br+ | Br- | +/- |
| -------------------- | --- | - | - | - | - | --- | --- | --- |
| Włochy U-19 (A)      | 9   | 3 | 3 | 0 | 0 | 9   | 3   | +6  |
| Szwecja U-19 (A) (G) | 6   | 3 | 2 | 0 | 1 | 9   | 3   | +6  |
| Mołdawia U-19        | 3   | 3 | 1 | 0 | 2 | 3   | 7   | -4  |
| Estonia U-19         | 0   | 3 | 0 | 0 | 3 | 1   | 9   | -8  |

Objaśnienia: A - drużyna awansowała do kolejnej rundy, G - drużyna była gospodarzem turnieju.
| 4 października 2017 17:00 CET | Włochy U-19 · Zaniolo 19', 53' · Melegoni 23' · Pinamonti 57' | 4–0 | Mołdawia U-19 | Vapenvallen, Huskvarna Sędzia: João Pinheiro |
|                               |                                                               |     |               |                                              |

| 4 października 2017 19:00 CET | Estonia U-19 | 0–4 | Szwecja U-19 · Edqvist 8' · Colley 31' · Bergqvist 46', 70' | Stadsparksvallen, Jönköping Sędzia: Robert Madley |
|                               |              |     |                                                             |                                                   |

| 7 października 2017 13:00 CET | Włochy U-19 · Pinamonti 52' · Capone 88' | 2–1 | Estonia U-19 · Sorga 26' | Stadsparksvallen, Jönköping Sędzia: Rade Obrenovic |
|                               |                                          |     |                          |                                                    |

| 7 października 2017 16:00 CET | Szwecja U-19 · Bergqvist 25' · Chiperi 49' (sam.) · Titi 73' | 3–0 | Mołdawia U-19 | Vapenvallen, Huskvarna Sędzia: João Pinheiro |
|                               |                                                              |     |               |                                              |

| 10 października 2017 18:00 CET | Szwecja U-19 · Edqvist 46' · Marklund 90' | 2–3 | Włochy U-19 · Pinamonti 19' · Gabbia 45+1', 59' | Stadsparksvallen, Jönköping Sędzia: Robert Madley |
|                                |                                           |     |                                                 |                                                   |

| 10 października 2017 18:00 CET | Mołdawia U-19 · Furtună 2' · Nihaev 80' · Postica 85' | 3–0 | Estonia U-19 | Vapenvallen, Huskvarna Sędzia: Rade Obrenovic |
|                                |                                                       |     |              |                                               |

Źródło:

### Grupa 10
| Drużyna             | Pkt | M | Z | R | P | Br+ | Br- | +/- |
| ------------------- | --- | - | - | - | - | --- | --- | --- |
| Rumunia U-19 (A)    | 9   | 3 | 3 | 0 | 0 | 12  | 2   | +10 |
| Grecja U-19 (A) (G) | 6   | 3 | 2 | 0 | 1 | 8   | 3   | +5  |
| Rosja U-19          | 3   | 3 | 1 | 0 | 2 | 8   | 4   | +4  |
| Gibraltar U-19      | 0   | 3 | 0 | 0 | 3 | 0   | 19  | −19 |

Objaśnienia: A - drużyna awansowała do kolejnej rundy, G - drużyna była gospodarzem turnieju.
| 8 listopada 2017 13:00 CET | Rosja U-19 · Utkin 15', 90+1' · Ignatjew 18', 38', 73' · Sulejmanow 37' | 6–0 | Gibraltar U-19 | Stadion Pankritio, Heraklion Sędzia: Bryn Markham-Jones |
|                            |                                                                         |     |                |                                                         |

| 8 listopada 2017 16:00 CET | Rumunia U-19 · Moruțan 39' · Sîntean 65' | 2–1 | Grecja U-19 · Duwikas 24' | Stadion Teodorosa Wardinojanisa, Heraklion Sędzia: Bartosz Frankowski |
|                            |                                          |     |                           |                                                                       |

| 11 listopada 2017 13:00 CET | Rosja U-19 · Cypczenko 83' | 1–2 | Rumunia U-19 · Moruțan 61' · Mățan 70' | Stadion Pankritio, Heraklion Sędzia: Nenad Djokić |
|                             |                            |     |                                        |                                                   |

| 11 listopada 2017 16:15 CET | Grecja U-19 · Duwikas 16', 90+6' · Dalakuras 37' · Emanuilidis 41' · Jusis 78' | 5–0 | Gibraltar U-19 | Stadion Teodorosa Wardinojanisa, Heraklion Sędzia: Bryn Markham-Jones |
|                             |                                                                                |     |                |                                                                       |

| 14 listopada 2017 16:00 CET | Grecja U-19 · Siambanis 45+1' (k.) · Emanuilidis 77' | 2–1 | Rosja U-19 · Tiknizian 21' | Stadion Teodorosa Wardinojanisa, Heraklion Sędzia: Bartosz Frankowski |
|                             |                                                      |     |                            |                                                                       |

| 14 listopada 2017 16:00 CET | Gibraltar U-19 | 0–8 | Rumunia U-19 · Mățan 32', 43' (k.), 46', 65' · Moldoveanu 49', 80' · Băluță 59' · Micovschi 70' | Stadion Pankritio, Heraklion Sędzia: Nenad Djokić |
|                             |                |     |                                                                                                 |                                                   |

Źródło:

### Grupa 11
| Drużyna                           | Pkt | M | Z | R | P | Br+ | Br- | +/- |
| --------------------------------- | --- | - | - | - | - | --- | --- | --- |
| Francja U-19 (A)                  | 7   | 3 | 2 | 1 | 0 | 10  | 2   | +8  |
| Bośnia i Hercegowina U-19 (A) (G) | 6   | 3 | 2 | 0 | 1 | 4   | 3   | +1  |
| Gruzja U-19                       | 2   | 3 | 0 | 2 | 1 | 2   | 3   | -1  |
| Andora U-19                       | 0   | 3 | 0 | 0 | 3 | 2   | 10  | −8  |

Objaśnienia: A - drużyna awansowała do kolejnej rundy, G - drużyna była gospodarzem turnieju.
| 8 listopada 2017 13:00 CET | Francja U-19 · Maolida 17', 45' · Cuisance 37' · Youan 42', 78' · Sylla 76' · Zagadou 87' | 7–0 walkower | Andora U-19 | Novi Gradski Stadion, Ugljevik Sędzia: Tim Marshall |
|                            |                                                                                           |              |             |                                                     |

| 8 listopada 2017 13:00 CET | Bośnia i Hercegowina U-19 · Gazibegović 87' | 1–0 | Gruzja U-19 | Stadion Etno Selo Stanišići, Bijeljina Sędzia: Marius Avram |
|                            |                                             |     |             |                                                             |

| 11 listopada 2017 13:00 CET | Francja U-19 · Guitane 14' · Diaby 32' | 2–1 | Bośnia i Hercegowina U-19 · Dembélé 53' (sam.) | Stadion Etno Selo Stanišići, Bijeljina Sędzia: Dennis Higler |
|                             |                                        |     |                                                |                                                              |

| 11 listopada 2017 13:00 CET | Gruzja U-19 · Ninua 43' (k.) | 1–1 | Andora U-19 · Grau 86' | Novi Gradski Stadion, Ugljevik Sędzia: Tim Marshall |
|                             |                              |     |                        |                                                     |

| 14 listopada 2017 13:00 CET | Gruzja U-19 · Charabadze 64' | 1–1 | Francja U-19 · Bernède 20' | Stadion Etno Selo Stanišići, Bijeljina Sędzia: Marius Avram |
|                             |                              |     |                            |                                                             |

| 14 listopada 2017 13:00 CET | Andora U-19 · Fernández 55' (k.) | 1–2 | Bośnia i Hercegowina U-19 · Ćatić 41' · Čeliković 53' (k.) | Novi Gradski Stadion, Ugljevik Sędzia: Dennis Higler |
|                             |                                  |     |                                                            |                                                      |

Źródło:

### Grupa 12
| Drużyna           | Pkt | M | Z | R | P | Br+ | Br- | +/- |
| ----------------- | --- | - | - | - | - | --- | --- | --- |
| Ukraina U-19 (A)  | 9   | 3 | 3 | 0 | 0 | 7   | 1   | +6  |
| Norwegia U-19 (A) | 6   | 3 | 2 | 0 | 1 | 11  | 3   | +8  |
| Czarnogóra U-19   | 3   | 3 | 1 | 0 | 2 | 1   | 7   | -6  |
| Albania U-19 (G)  | 0   | 3 | 0 | 0 | 3 | 1   | 9   | -8  |

Objaśnienia: A - drużyna awansowała do kolejnej rundy, G - drużyna była gospodarzem turnieju.
| 4 października 2017 12:00 CET | Norwegia U-19 · Markovic 26' · Håland 63' · Svendsen 83' | 3–0 | Czarnogóra U-19 | Stadiumi Kamza, Kamza Sędzia: Əliyar Ağayev |
|                               |                                                          |     |                 |                                             |

| 4 października 2017 14:00 CET | Ukraina U-19 · Supriaha 30' | 1–0 | Albania U-19 | Selman Stërmasi stadiumi, Tirana Sędzia: Anders Poulsen |
|                               |                             |     |              |                                                         |

| 7 października 2017 12:00 CET | Czarnogóra U-19 · Vukotić 70' (k.) | 1–0 | Albania U-19 | Selman Stërmasi stadiumi, Tirana Sędzia: Anders Poulsen |
|                               |                                    |     |              |                                                         |

| 7 października 2017 14:00 CET | Ukraina U-19 · Faye Lund 16' (sam.) · Supriaha 84' | 2–1 | Norwegia U-19 · Håland 8' | Stadiumi Kamza, Kamza Sędzia: Nicolas Rainville |
|                               |                                                    |     |                           |                                                 |

| 10 października 2017 14:00 CET | Czarnogóra U-19 | 0–4 | Ukraina U-19 · Bułeca 18' · Kaszczuk 68', 81' · Kornijenko 85' (k.) | Stadiumi Kamza, Kamza Sędzia: Əliyar Ağayev |
|                                |                 |     |                                                                     |                                             |

| 10 października 2017 14:00 CET | Albania U-19 · Burba 12' | 1–7 | Norwegia U-19 · Håland 18', 28' · Markovic 32', 72' · Borchgrevink 44' · Østigård 66' · Pedersen 78' | Selman Stërmasi stadiumi, Tirana Sędzia: Nicolas Rainville |
|                                |                          |     | |                                                            |

Źródło:

### Grupa 13
| Drużyna             | Pkt | M | Z | R | P | Br+ | Br- | +/- |
| ------------------- | --- | - | - | - | - | --- | --- | --- |
| Słowacja U-19 (A)   | 7   | 3 | 2 | 1 | 0 | 5   | 3   | +2  |
| Turcja U-19 (A) (G) | 6   | 3 | 2 | 0 | 1 | 7   | 4   | +3  |
| Kazachstan U-19     | 4   | 3 | 1 | 1 | 1 | 3   | 5   | -2  |
| Walia U-19          | 0   | 3 | 0 | 0 | 3 | 4   | 7   | −3  |

Objaśnienia: A - drużyna awansowała do kolejnej rundy, G - drużyna była gospodarzem turnieju.
| 7 listopada 2017 11:30 CET | Walia U-19 · Touray 62' | 1–2 | Słowacja U-19 · Vician 43' · Kráľovič 76' | Arslan Zeki Demirci Sports Complex – Emir Hotels 2, Manavgat Sędzia: Alexandre Boucaut |
|                            |                         |     |                                           |                                                                                        |

| 7 listopada 2017 14:00 CET | Turcja U-19 · Engin 29' · Sinik 43' · Yalçın 90+3' | 3–0 | Kazachstan U-19 | Arslan Zeki Demirci Sports Complex – Emir Hotels 1, Manavgat Sędzia: Fedayi San |
|                            |                                                    |     |                 |                                                                                 |

| 10 listopada 2017 11:30 CET | Słowacja U-19 | 0–0 | Kazachstan U-19 | Arslan Zeki Demirci Sports Complex – Emir Hotels 2, Manavgat Sędzia: Fedayi San |
|                             |               |     |                 |                                                                                 |

| 10 listopada 2017 14:00 CET | Turcja U-19 · Lewis 19' (sam.) · Oktay 67' | 2–1 | Walia U-19 · Cullen 90' (k.) | Arslan Zeki Demirci Sports Complex – Emir Hotels 1, Manavgat Sędzia: Dejan Jakimowski |
|                             |                                            |     |                              |                                                                                       |

| 13 listopada 2017 13:00 CET | Słowacja U-19 · Grešák 50' · Špyrka 82' · Kapacak 87' (sam.) | 3–2 | Turcja U-19 · Ömür 67' · Yalçın 68' | Arslan Zeki Demirci Sports Complex – Emir Hotels 1, Manavgat Sędzia: Alexandre Boucaut |
|                             |                                                              |     |                                     |                                                                                        |

| 13 listopada 2017 13:00 CET | Kazachstan U-19 · Żakipbajew 45+2', 69' · Pajruz 76' | 3–2 | Walia U-19 · Spruce 11' · Cullen 82' (k.) | Arslan Zeki Demirci Sports Complex – Emir Hotels 2, Manavgat Sędzia: Dejan Jakimowski |
|                             |                                                      |     |                                           |                                                                                       |

Źródło: